# Alexander Anderson (matematiker)
Alexander Anderson, född 1582, troligen död omkring 1620, skotsk matematiker.
Alexander Anderson föddes i Aberdeen, Skottland. I sin ungdom reste han över till kontinenten och undervisade i matematik i Paris, där han även publicerade vissa geometriska och algebraiska verk.
Anderson granskade och redigerade Francois Viètes matematiska arbete. Andersons arbete uppgick till sex tunna volymer, den sista publicerades 1619. Det är troligt att han dog strax efter, men det exakta datumet är okänt.